# Ocypus brunnipes
Ocypus brunnipes är en skalbaggsart som först beskrevs av Fabricius 1781.  Ocypus brunnipes ingår i släktet Ocypus, och familjen kortvingar. Arten är reproducerande i Sverige.

## Bildgalleri

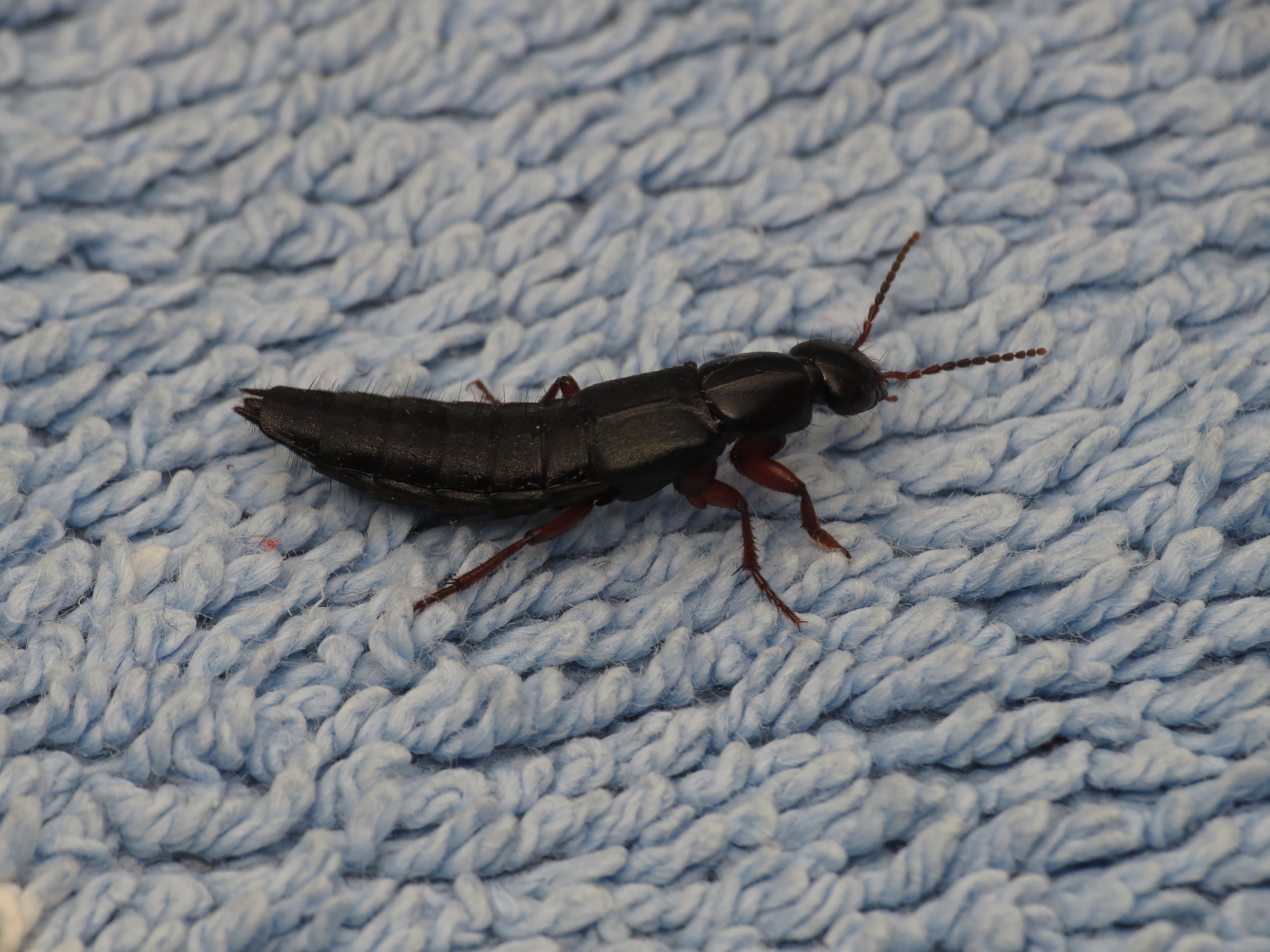
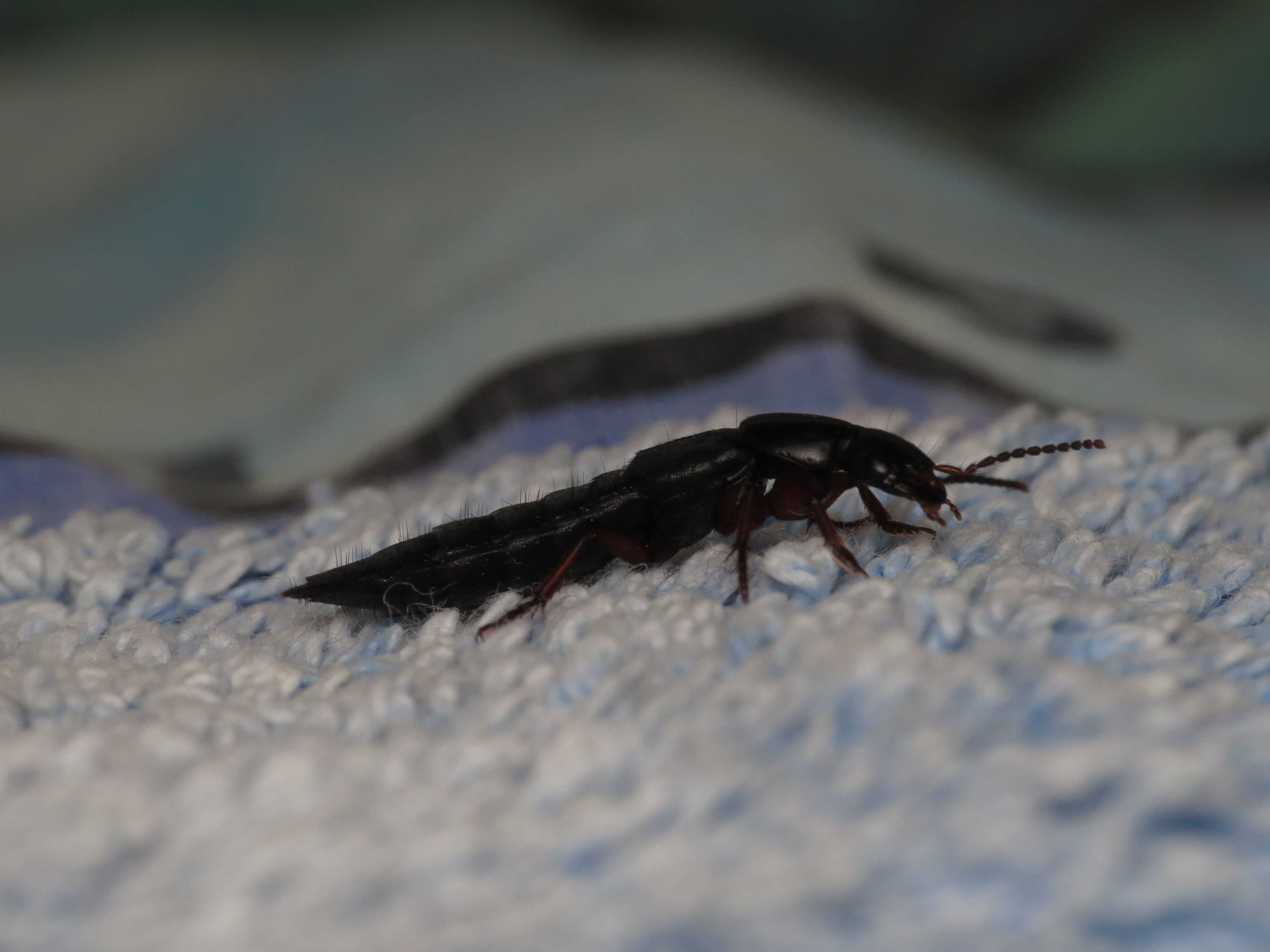
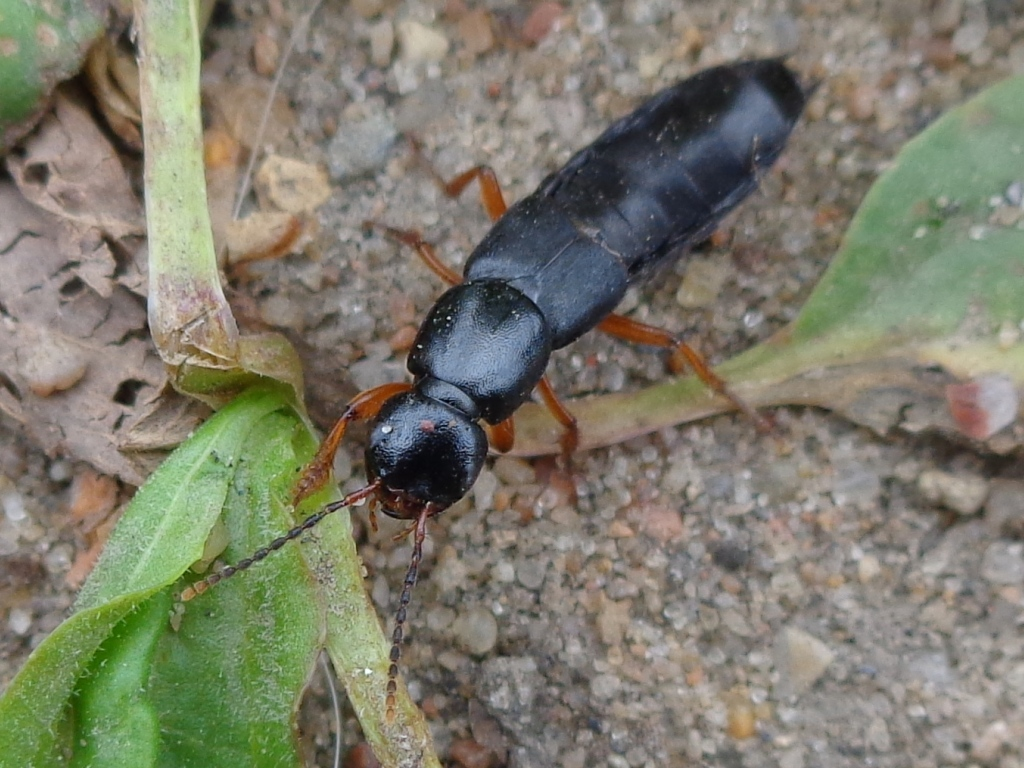